# Berdoz Vision & Audition
 (juin 2025).
Il peut être nécessaire de l'améliorer pour respecter le principe de neutralité de point de vue. Veuillez consulter la page de discussion pour plus de détails.

 (juin 2025).
Berdoz Vision & Audition (anciennement Berdoz Optic) est une entreprise d'opticiens et d'audioprothésistes suisse établie à Écublens (Vaud). En 2019, l'entreprise est numéro 2 en Suisse romande devant le groupe Fielmann et numéro 4 à l'échelle nationale.

## Domaine d'activité
Berdoz Vision & Audition est spécialisée dans la vente de lunettes, de lunettes de soleil et de lentilles de contact. Berdoz possède également une activité d'audioprothèse.

## Histoire
La société est fondée en 1984 par Marc-Etienne Berdoz, opticien diplômé. A l'âge de 20 ans, il s'installe à Écublens en tant qu'indépendant où il ouvre la première enseigne dans le centre commercial d'Écublens. Peu de temps après, il ouvre une deuxième succursale à Lausanne. A ses débuts, il propose une deuxième monture gratuite à l’achat d’une paire de lunettes, en ignorant les prix conseillés par la profession,.
En s'inspirant du succès à l'étranger du marketing, Marc-Etienne Berdoz se lance dans une campagne de publicité en 1993, encore taboue dans le monde de l'optique en Suisse.
En 2000, l'entreprise ouvre son capital à Miki Paris afin de financer son développement. L'entreprise nippone, qui a acquis 18% du capital de Berdoz Optic, détient un millier de magasins de lunettes au Japon et à l'étranger. Cette opération a permis à l’entreprise de bénéficier d'une expertise reconnue dans les verres et d'économies d’échelles pour l'achat de montures,.
Marc-Etienne Berdoz continue son développement en ouvrant le premier magasin en Suisse allemande en 2001, à Bienne dans un centre commercial, suivi de la reprise d'un magasin d'optique dans un centre commercial à Emmen.
L'entreprise décide de recentrer ses activités en Suisse romande en vendant les enseignes d'Emmen et de Bienne en 2002. Marc-Etienne Berdoz expliquera que cette expansion était prématurée, notamment pour faire face à la concurrence des groupes étrangers: « Berdoz Optic n'avait pas encore une taille critique suffisante pour faire face à cette concurrence, notamment en matière de budgets publicitaires ».
En 2008, il se lance dans le marché de l'audition en rachetant le magasin Schmid Acoustique à Lausanne, grâce à laquelle il fonde la société Sonix Audition. Côté optique, Berdoz Optic détient désormais 17 points de ventes en Suisse romande et un à Zermatt. L’entreprise est le numéro 2 de l’optique en Suisse.
En 2010, l'opticien romand continue son expansion et se lance dans les franchises en constituant une holding. Suite à une réorientation stratégique de l'actionnaire minoritaire Paris Miki, l'investisseur nippon se retire du capital de Berdoz Optic. Sa participation sera reprise par Marc-Etienne Berdoz, reprenant ainsi la quasi-totalité du capital (99%).
En 2019, l'entreprise change de nom pour unifier ses activités sous le nom de Berdoz Vision & Audition[réf. nécessaire].
En 2022, Berdoz compte 20 magasins en Suisse romande et à Zermatt, dont 13 centres d'audition.

## Gouvernance
Ayant fonctionné sous un modèle classique en hiérarchie, Marc-Etienne Berdoz ressent les limites de ce modèle de gouvernance en 2014 où il ressent le besoin d'échanger. Il saisit l'opportunité de dialoguer régulièrement avec le Groupement des chefs d'entreprise du Québec et l'Advisory Board. Cette structure présidée par un tiers « pour la rendre plus flexible et lui donner une meilleure indépendance » a inspiré Marc-Etienne Berdoz.
En 2019, lorsque l'entreprise adopte sa nouvelle identité de marque, Marc-Etienne Berdoz entreprend une transformation de son entreprise en mettant en place une forme de management constitutionnel inspiré de l'holacratie. Ce mode de gouvernance permet à l'entreprise de favoriser l'autonomie des opticiens en créant des rôles au sein des magasins, d'accroître la liberté et la responsabilisation personnelle. Cela se traduit également par une transformation digitale des outils marketing pour positionner les services dans une orientation client, au travers des piliers de communication de la marque, tels que la proximité, le style, l'expertise des opticiens ainsi que la clarté, notamment au travers d'offres à prix tout compris.